# 秋元真夏
秋元真夏（日语：／ Akimoto Manatsu */?，1993年8月20日—）是日本女藝人，為女子偶像團體乃木坂46前成員和第二任隊長，埼玉縣埼玉市出身，所屬經紀公司為日本音樂娛樂。2011年8月以乃木坂46一期生身分出道。2023年2月26日自乃木坂46畢業。

## 經歷
1993年8月20日，秋元出生於東京都，7個月後移居至埼玉縣。由於與乃木坂46總製作人秋元康同姓，初期常被誤認為其女兒。
幼稚園時，開始憧憬演藝圈。小學時，以女子播報員高島彩為偶像。小學4年級時，她雖然加入了接力部，但是在一年後轉為加入家政部，小學6年級時又重返接力部。在小學高年級時開始上補習班，後來升學至中高一貫教育的女校。中學1年級時，加入了調理部，並且擔任學生會的副會長，後來成為乃木坂46二期生的西川七海則是她的同級同學。高二時，加入了文科系的社團，並且出任學生會會長。前乃木坂46二期生的矢田里沙子則是她高中時期的後輩。高三時，在觀看早晨節目時得知了有關乃木坂46招募一期生的消息。然而，當時並未有考慮成為偶像，而是希望成為一般藝人、女演員或播報員。就算朋友勸說她參加徵選，依然不為所動。然而，後來玩手機時，剛好畫面顯示了當天是乃木坂46一期生徵選的最後報名日期，便直覺地報名了。
2011年8月21日，通過最終審查正式成為乃木坂46創團成員，徵選時唱的曲目是中之森BAND的《Oh My Darlin'》。被選為暫定選拔成員，站位為前排。然而，當時仍為高中生的秋元未能取得學校的許可進行演藝活動，一度希望轉學，但是遭到母親反對。因此，秋元在高中畢業前暫停了包括乃木坂46在內的演藝活動。期間，在觀看冠名節目《乃木坂在哪裡？》時不禁想到「如果自己也在那的話...」。
2012年4月，秋元高中畢業後，進入女子大學就讀。成為大學生後，儘管遭到父母反對，但是為了重返乃木坂46，觀看了先前錄影的所有乃木坂46相關節目，並且接受訓練，亦於節目收錄和公演等場合，站在一旁觀摩，當時仍然未能與任何成員成為朋友。10月8日，一如以往在《乃木坂在哪裡？》錄影現場旁觀摩節目收錄，卻突然獲選為第4張單曲《制服模特兒》的選拔成員，並且晉身為「八福神」之一。同時，開通了個人的乃木坂46官方博客。而乃木坂46原本只設有七福神，卻突然擴展至八福神，加上秋元突然復出，成員顯得相當動搖，一直以來是選拔成員的中田花奈首次落選，變相被秋元取代，不禁大聲痛哭；而被排除至八福神以外、由原本的第二排退至第三排的西野七瀨因感委屈而跟母親哭訴要回大阪老家，此後西野和秋元少有交談，並且持續了相當長的一段時間，直至2014年2月22日舉行的「乃木坂46 2nd YEAR BIRTHDAY LIVE」才公開和好。此後，秋元參加了單曲的宣傳活動，以像搞笑藝人出川哲朗一樣全力以赴的形象，先後參與了瀑布修行和跳傘，亦參加第三張單曲《奔馳吧！Bicycle》的全國握手會。
2013年4月6日，在《BAD BOYS 搞怪少年》（日本電視台）中第一次正式出演電視劇，飾演Night Ladies的上條真理子。6月，在語彙、閱讀理解能力檢定3級取得合格，在23名乃木坂46一期生中共有17人合格，而秋元則是第1位，成為檢定八福神之一。11月，在語彙、閱讀理解能力檢定準2級也取得合格成績，在26名乃木坂46一期生中共10人合格，秋元則是第4位。
2014年1月10日，與齊藤優里、高山一實、伊藤卡琳、西川七海一起在乃木神社舉行成人式。12月6日，和生田繪梨花、橋本奈奈未共同主演電影《超能力研究部的3人》，這也是秋元首次主演電影。
2016年6月11日，秋元與二期生相樂伊織、渡邊米麗愛組成以自己名字冠名的企劃子團體「真夏尊敬軍團」（真夏さんリスペクト軍団），由秋元本人擔任團長；之後加入同樣為二期生的鈴木絢音，並以乃木坂46第16張單曲《再見的意義》B面曲的名義發行歌曲《第二次的接吻》（2度目のキスから）。
2017年1月30日，於乃木坂46冠名節目《乃木坂工事中》宣布乃木坂46第17張單曲《大影響家》選拔成員名單，秋元首次成為前列成員。2月28日，發行第一本個人寫真集《真夏的氣壓配置》（真夏の気圧配置），於新喀里多尼亞拍攝，並以3.2萬的銷量取得Oricon公信榜書籍週榜寫真集部門第一位，綜合部門則是第3位，累積發行達8萬本。同年Oricon公信榜書籍年榜寫真集部門為第9位。5月3日，在「GirlsAward2017 春夏展」與山里亮太共同擔任主持人。
2019年5月，成為一般社團法人日本損害保險協會2019年度的「全國統一防火海報模特」。8月14日，將於9月1日畢業的乃木坂46隊長櫻井玲香，於大阪巨蛋舉辦的「乃木坂46 盛夏的全國巡演 2019」大阪場上，宣布將在畢業後把隊長職位交棒給秋元。9月2日，成為乃木坂46第2任隊長。9月，在舞台劇《海螺小姐》中飾演裙帶菜。11月，出演電視劇《選拔屋〜獵頭的做派〜》。
2020年4月8日，發行個人第二本寫真集《想要幸福》（しあわせにしたい），於沖繩和義大利拍攝，以3.8萬銷量取得Oricon公信榜書籍週榜寫真集部門第一位，綜合部門則是第2位。同年Oricon公信榜書籍年榜寫真集部門為第7位，累計發行數達10.5萬本。10月1日，第二本寫真集Instagram帳號轉為個人使用。
2022年4月30日，首次於日本職棒比賽（東北樂天金鷲VS福岡軟銀鷹）擔任開球嘉賓。
2023年1月7日，在乃木坂46官網內的個人部落格中宣布將於2月26日舉行的「11th YEAR BIRTHDAY LIVE」的最終日舉辦畢業演唱會後，自乃木坂46畢業。2月17日，畢業曲《我們的道別》（僕たちのサヨナラ）以數位形式發行。2月21日，發行畢業寫真集《回首盡是乃木坂》（振り返れば、乃木坂），於山梨河口湖、神奈川箱根、靜岡伊東拍攝，以3.8萬銷量取得Oricon公信榜書籍週榜寫真集部門第一位，綜合部門則是第2位。2月26日，在橫濱體育館舉行的「乃木坂46 11th YEAR BIRTHDAY LIVE」最終日公演（同時為秋元的畢業演唱會），正式從乃木坂46畢業，結束十一年半的偶像生涯。3月1日，秋元自乃木坂46時代所屬的乃木坂46合同會社，移籍至日本音樂娛樂。3月7日，開設個人官方網站和官方粉絲俱樂部及官方Twitter帳號。3月12日播出的《乃木坂工事中》後，秋元作為乃木坂46成員的活動也全部結束。3月31日，秋元位於乃木坂46官方網站內的個人部落格正式關閉。12月20日，宣布擔任「Xperia Special Navigator」。
2024年2月11日，擔任「Dry Crystal BAR」的1日店長。4月2日，宣布擔任「JA Town 官方支持者」。

## 人物

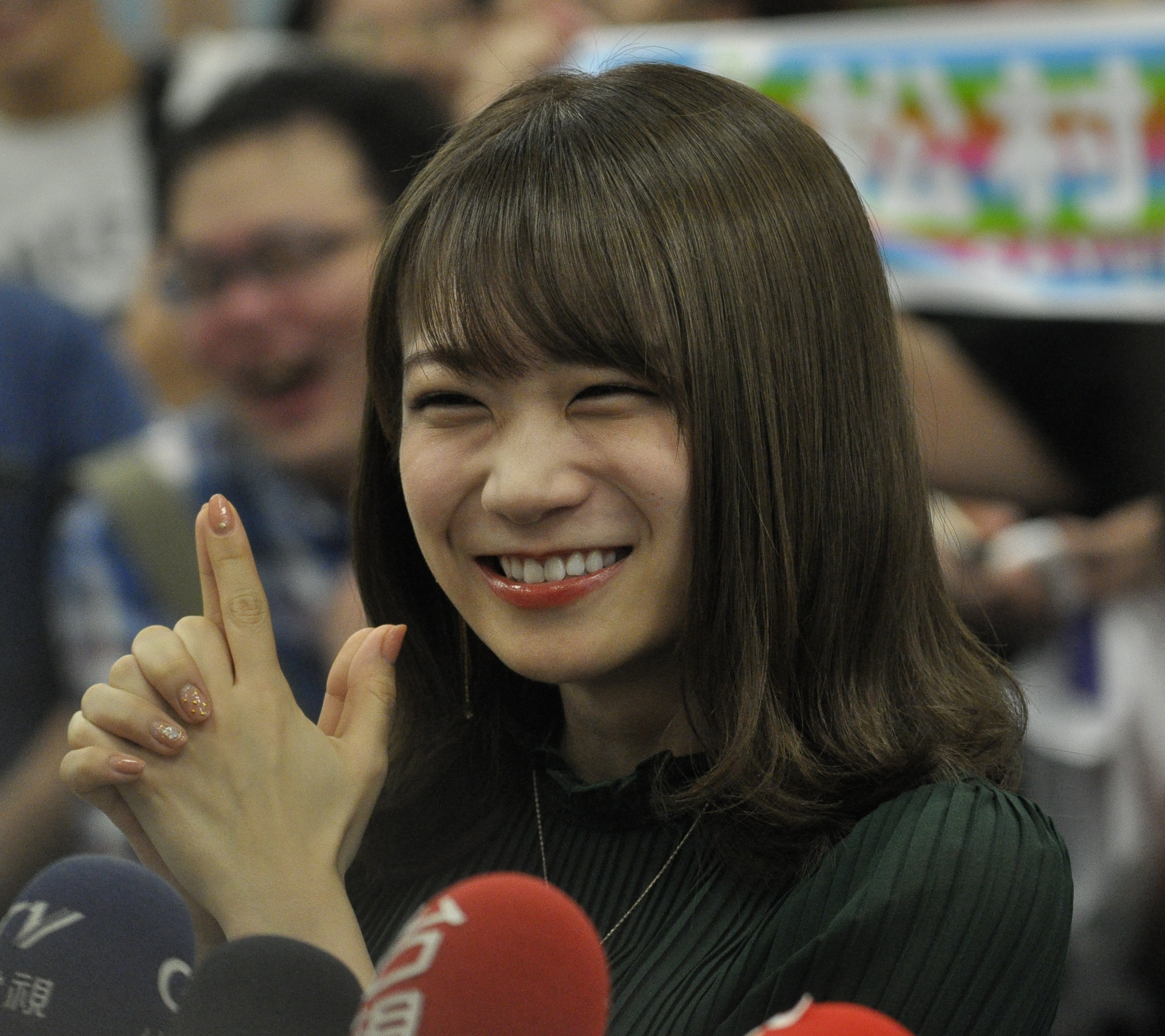
秋元真夏在臺北松山機場對接機的粉絲擺出招牌的「ずっきゅん」手勢（攝於2018年11月18日）

秋元的暱稱是真夏小姐（真夏さん）、真夏（まなつ）和Manattan（まなったん），以成為料理偶像為目標。出生取名時，原本母親考慮命名為「光砂」，但父親以在夏季出生而命名為「真夏」（日文「真夏」等同於中文所說的「盛夏」）。出道初雖然以擅長料理的大小姐偶像為目標，但是憑籍在握手會上的表現，獲支持者稱為釣師，即是其言行容易讓人心動，支持者就像魚上釣一樣，而其必殺技則是，即向人開槍的手勢，她的一舉一動亦以看起來可愛和顯眼為基礎。儘管，她獲稱為釣師，但是依然沒有放棄料理，希望能夠從事與料理和廣播相關的工作。
個人方面，秋元最喜歡的人是NMB48成員渡邊美優紀，尊敬的人則是SKE48成員須田亞香里，兩人同樣以釣師之名而廣為人知。此外，她自己則是HKT48成員指原莉乃想支持的成員之一。
愛好方面，秋元愛吃雜煮、餅和飲料型乳酷。她的興趣是料理、縫紉和看體育賽事，亦愛看食譜，擅長的料理是巧克力蛋糕、撻和忌廉可樂餅，曾經親手弄巧克力蛋糕給乃木坂46成員吃，覺得好吃有白石麻衣。此外，秋元亦持有家庭料理技能檢定資格。
另外，秋元擅長反覆橫跳、料理和洗衣服，但是不擅長運動，反覆橫跳亦只是她不擅長的運動中較能上手的，在乃木坂46成員內屬於平均水平以下。在學生時代，她的體育成績大多徘徊於合格線之間，握力是7公斤，投擲壘球的距離是3米，50米跑則是13秒6。在乃木坂46第6張單曲《Girls' Rule》的特典影片「初夏之全力! 乃木坂46大運動會」的全員接力中，她擔任乃木Team的第4棒，對手是50米跑紀錄為8秒06的若月佑美，儘管在50米跑紀錄為7秒88的櫻井玲香、星野南以及和田真彩等替其創造了優勢，但是依然被若月追過，最終秋元所屬的乃木Team敗北收場。另外，她亦不擅長判別方向，小學2年級時，她曾經一瞬學會踏單車，但是後來又變得不會，亦不擅長跳舞，在復出前，曾經希望成為像生田繪梨花一樣能歌善舞的正統派偶像，但是在復出作《制服模特兒》的舞蹈過於激烈，單是跟上舞步便已經費盡全力。因此，她在2014年給自己的課題是提高表演力。在這之前，她也是認為只要單是跳好舞就足夠，但是在觀看乃木坂46 Under live後，深感自己的不足，在真夏的全國之旅2014開始增大練習量。

## 音樂作品
- 標註「★」符號表示該首歌曲有拍攝MV。

### 單曲
乃木坂46
|      | 發行日期       | 單曲名稱              | 參與歌曲名稱           | MV | 備註                       |
| ---- | -------------- | --------------------- | ---------------------- | -- | -------------------------- |
| 04th | 2012年12月19日 | 制服模特兒            | 制服模特兒             | ★  | 出道作品 八福神            |
| 04th | 2012年12月19日 | 制服模特兒            | 指望遠鏡               | ★  |                            |
| 05th | 2013年03月13日 | 你就是希望            | 你就是希望             | ★  | 八福神                     |
| 05th | 2013年03月13日 | 你就是希望            | 乾脆一點               | ★  |                            |
| 05th | 2013年03月13日 | 你就是希望            | 浪漫墨魚燒             |    |                            |
| 05th | 2013年03月13日 | 你就是希望            | 念力的可能性           |    |                            |
| 06th | 2013年07月03日 | Girls' Rule           | Girls' Rule            | ★  | 選拔                       |
| 06th | 2013年07月03日 | Girls' Rule           | 世界上最孤獨的Lover    | ★  |                            |
| 06th | 2013年07月03日 | Girls' Rule           | 人們的樂器             |    |                            |
| 07th | 2013年11月27日 | 髮夾                  | 髮夾                   | ★  | 選拔                       |
| 07th | 2013年11月27日 | 髮夾                  | 月亮的大小             | ★  |                            |
| 07th | 2013年11月27日 | 髮夾                  | 如此的笨蛋・・・       | ★  |                            |
| 08th | 2014年04月02日 | 察覺時已是單戀        | 察覺時已是單戀         | ★  | 選拔                       |
| 08th | 2014年04月02日 | 察覺時已是單戀        | 浪漫的開始             | ★  |                            |
| 08th | 2014年04月02日 | 察覺時已是單戀        | 呼吸的方法             |    |                            |
| 09th | 2014年07月09日 | 夏天的Free&Easy       | 夏天的Free&Easy        | ★  | 十福神                     |
| 09th | 2014年07月09日 | 夏天的Free&Easy       | 無能為力地待在你身邊   |    |                            |
| 09th | 2014年07月09日 | 夏天的Free&Easy       | 在那之前的出口         | ★  |                            |
| 10th | 2014年10月08日 | 第幾次的藍天？        | 第幾次的藍天？         | ★  | 十福神                     |
| 10th | 2014年10月08日 | 第幾次的藍天？        | 敲響倒下的鐘           | ★  |                            |
| 10th | 2014年10月08日 | 第幾次的藍天？        | Tender days            |    |                            |
| 11th | 2015年03月18日 | 生命如此美好          | 生命如此美好           | ★  | 十福神                     |
| 11th | 2015年03月18日 | 生命如此美好          | 慢慢恢復中             | ★  |                            |
| 12th | 2015年07月22日 | 太陽敲敲門            | 太陽敲敲門             | ★  | 十福神                     |
| 12th | 2015年07月22日 | 太陽敲敲門            | 羽毛的記憶             | ★  |                            |
| 13th | 2015年10月28日 | 此刻，想說話的對象    | 此刻，想說話的對象     | ★  | 十福神                     |
| 13th | 2015年10月28日 | 此刻，想說話的對象    | POPIPAPAPA             | ★  |                            |
| 13th | 2015年10月28日 | 此刻，想說話的對象    | 忘卻悲傷的方法         | ★  |                            |
| 14th | 2016年03月23日 | 當春紫苑盛開時        | 當春紫苑盛開時         | ★  | 十福神                     |
| 14th | 2016年03月23日 | 當春紫苑盛開時        | 憂鬱與泡泡糖           |    |                            |
| 15th | 2016年07月27日 | 赤腳Summer            | 赤腳Summer             | ★  | 十福神                     |
| 15th | 2016年07月27日 | 赤腳Summer            | 專屬光芒               |    |                            |
| 16th | 2016年11月09日 | 再見的意義            | 再見的意義             | ★  | 十一福神                   |
| 16th | 2016年11月09日 | 再見的意義            | 孤獨的藍天             |    |                            |
| 16th | 2016年11月09日 | 再見的意義            | 第二次的接吻           | ★  | 真夏尊敬軍團（真夏さんリスペクト軍団）           |
| 17th | 2017年03月22日 | 大影響家              | 大影響家               | ★  | 十二福神                   |
| 17th | 2017年03月22日 | 大影響家              | 人生的思考             | ★  | 女子高中四重奏             |
| 18th | 2017年08月09日 | 蜃景                  | 蜃景                   | ★  | 十二福神                   |
| 18th | 2017年08月09日 | 蜃景                  | 女人無法獨自入眠       | ★  |                            |
| 18th | 2017年08月09日 | 蜃景                  | 漫長夏日…              |    | 和松村沙友理共同擔任Center |
| 18th | 2017年08月09日 | 蜃景                  | 能盡情哭泣不是很好嗎？ |    |                            |
| 19th | 2017年10月11日 | 及時行事              | 及時行事               | ★  | 選拔                       |
| 19th | 2017年10月11日 | 及時行事              | 失眠症                 |    |                            |
| 19th | 2017年10月11日 | 及時行事              | 就這樣吧               | ★  | 和白石麻衣合唱             |
| 20th | 2018年04月25日 | 同步巧合              | 同步巧合               | ★  | 十四福神                   |
| 20th | 2018年04月25日 | 同步巧合              | Against                | ★  |                            |
| 21st | 2018年08月08日 | 以自我為中心！        | 以自我為中心           | ★  | 十四福神                   |
| 21st | 2018年08月08日 | 以自我為中心！        | 空扉                   | ★  |                            |
| 21st | 2018年08月08日 | 以自我為中心！        | 我喜歡過你，但是…      |    |                            |
| 22nd | 2018年11月14日 | 想繞遠路回家          | 想繞遠路回家           | ★  | 十四福神                   |
| 22nd | 2018年11月14日 | 想繞遠路回家          | 告白的順序             | ★  | 女校四重唱                 |
| 23rd | 2019年05月29日 | Sing Out!             | Sing Out!              | ★  | 十四福神                   |
| 24th | 2019年09月04日 | 黎明來臨前無須逞強    | 黎明來臨前無須逞強     | ★  | 選拔                       |
| 24th | 2019年09月04日 | 黎明來臨前無須逞強    | 你，認識我嗎？         |    |                            |
| 24th | 2019年09月04日 | 黎明來臨前無須逞強    | 我的信念               |    |                            |
| 25th | 2020年03月25日 | 幸福的保護色          | 幸福的保護色           | ★  | 十一福神                   |
| 25th | 2020年03月25日 | 幸福的保護色          | 再見 Stay with me      |    |                            |
| 26th | 2021年01月27日 | 我會喜歡上自己的      | 我會喜歡上自己的       | ★  | 十二福神                   |
| 26th | 2021年01月27日 | 我會喜歡上自己的      | 有明天的理由           |    |                            |
| 26th | 2021年01月27日 | 我會喜歡上自己的      | Wilderness world       | ★  |                            |
| 27th | 2021年06月09日 | 對不起Fingers crossed | 對不起Fingers crossed  | ★  | 十二福神                   |
| 27th | 2021年06月09日 | 對不起Fingers crossed | 一切都是一場夢         | ★  |                            |
| 28th | 2021年09月22日 | 被你罵了              | 被你罵了               | ★  | 十二福神                   |
| 28th | 2021年09月22日 | 被你罵了              | 熟悉的陌生人           |    |                            |
| 29th | 2022年03月23日 | Actually…             | Actually…              | ★  | 十福神                     |
| 29th | 2022年03月23日 | Actually…             | 過度解讀               |    |                            |
| 29th | 2022年03月23日 | Actually…             | 喜歡上了               |    |                            |
| 30th | 2022年08月31日 | 喜歡是件搖滾的事！    | 喜歡是件搖滾的事！     | ★  | 十一福神                   |
| 31st | 2022年12月07日 | 不存在於此的事物      | 不存在於此的事物       | ★  | 十一福神                   |
| 32nd | 2023年03月29日 | 人們終將再度追夢      | 我們的告別             | ★  | 畢業曲 Center              |

1. ↑  站位依據官方MV及演唱會正式呈現為參考依據
2. ↑  收錄於單獨發行的MV合集《ALL MV COLLECTION～當時的少女們～》
3. ↑  單曲發行時已自乃木坂46畢業。

其他
| 發行日期                                    | 單曲名稱              | 參與歌曲名稱 | MV | 備註                                                       |
| ------------------------------------------- | --------------------- | ------------ | -- | ---------------------------------------------------------- |
| 2016年12月7日                               | 明明應該最討厭了 （大嫌いなはずだった。） | —            |    | HoneyWorks meets 沙友蘋果軍團 + 真夏尊敬軍團 from 乃木坂46 |
| 2020年6月17日（日本） 2020年6月24日（海外） | 世界中的鄰居啊        | —            | ★  | 下載限定歌曲                                               |
| 2020年7月24日                               | Route 246             | —            | ★  | 下載限定歌曲                                               |

### 專輯
乃木坂46
|        | 發行日期        | 專輯名稱         | 參與歌曲名稱     | 備註           |
| ------ | --------------- | ---------------- | ---------------- | -------------- |
| 01st   | 2015年01月07日  | 透明色           | 革命之馬         |                |
| 01st   | 2015年01月07日  | 透明色           | 我所在的地方     |                |
| 02nd   | 2016年05月25日  | 屬於我們的位子   | 契機             |                |
| 02nd   | 2016年05月25日  | 屬於我們的位子   | 太陽的誘惑       |                |
| 02nd   | 2016年05月25日  | 屬於我們的位子   | 口頭約定         |                |
| 03rd   | 2017年05月24日  | 最初的夢想       | 跳傘             |                |
| 03rd   | 2017年05月24日  | 最初的夢想       | 指定溫度         |                |
| 03rd   | 2017年05月24日  | 最初的夢想       | 忘卻與美學       | 和高山一實合唱 |
| 04rd   | 2019年4月17日   | 直到此刻化成回憶 | 毫無特色的戀愛   |                |
| 04rd   | 2019年4月17日   | 直到此刻化成回憶 | 無法托著腮入睡   |                |
| 04rd   | 2019年4月17日   | 直到此刻化成回憶 | 即刻〜殘美傳説〜 |                |
| 精選輯 | 2021年012月15日 | Time flies       | 最後的Tight Hug  | 主打曲         |

## 演出

### 電視劇
- BAD BOYS J（2013年4月6日－6月22日，日本電視台）：飾演 上條真理子[29]
- 步向大人的警鐘（日语：オトナヘノベル）（NHK教育頻道）
  - 突然「炎上」〜那時要怎樣做！？〜（2015年4月2日）：主演 Karen[102]
  - ムリしてない? 合わせることに…（2016年4月7日）：飾演 女高中生 Yukiriko[103]
- 初森BEMARS（初森ベマーズ；2015年7月11日－9月26日，東京电视台）：飾演 哈佛（ハーバード）[104]
- 花燃 第29話（花燃ゆ；2015年7月19日，NHK）：飾演 女侍者[注 3][105]
- 殘美（；2019年1月24日－3月28日，日本電視台）：飾演 西條亞須未[106]
- 選拔屋〜獵頭的做派〜（；2019年11月16日－12月14日，WOWOW）：飾演 所美南[107]
- 乃木坂電影院～STORY of 46～ 第2集「Perfect I／完美的眼睛」（2020年1月1日，FOD（日语：フジテレビオンデマンド）／2020年1月29日，富士電視台）：飾演 夏海（單篇主演）[108][109]
- 那不是抄襲嗎？ 第6話至最終話（2023年5月17日－6月14日，日本電視台）：飾演 篠山瑞生[110]
- 青島君很壞（2024年7月6日－9月14日，朝日電視台）：飾演 木村里香[111]

### 電視節目
- 古館歷史談話（朝日電視台）
  - 忠臣藏，吉良宅討伐完全實況（2016年12月10日）[112]
  - 戰國最大的謎團 本能寺之變、完全實況（2018年1月6日）[113]
  - 幕末最大的謎團 坂本龍馬暗殺、完全實況（2019年1月5日）[114]
- 放棄人生的技術（2018年8月7日、14日，東京電視台）- 主持[115]
- 兒童遊戲極限升級 Big☆Play（2019年3月28日、12月14日，讀賣電視台）- 主持[116][117]
- 怪癖3→有想要炫耀的人〜敬啟 怪癖3人組〜（2019年4月6日－2020年3月28日，東京電視台）- 主持[118]
- Iwatani特別鳥人錦標賽2019（2019年8月28日，讀賣電視台）- 主持[119]
- 藝人老師 第三季（2020年5月19日－8月18日，NHK教育頻道）- 解說[120]
- 中川家・秋元真夏・丸山桂里奈の「#新しい日常」について聞かせてもらってイイですか？（2020年9月19日，瀨戶內電視台）- 主持[121]
- Viking！MORE（2020年10月23日－，富士電視台）- 不定期出演[122]
- 解明!カゾエール調査隊（2020年12月31日，富士電視台）[123]
- インドア王GP（2021年10月16日，愛知電視台）- 主持[124]
- 日本最強の城スペシャル 第10弾（2022年1月1日，NHK綜合台）[125]
- イタズラジャーニー（2022年6月4日，富士電視台）- 主持[126]
- ハートフル大脱出（2022年10月22日，日本電視台）[127]
- ZIP!（2023年2月3日－24日，日本電視台）- 2月份星期五主持人[128]
- 我是冒險少年（2023年6月26日－2024年3月4日，TBS）- 冒險成員[129]
- Why there?（2023年8月3日－2025年3月28日，東京電視台）- 主持[130]
  - 2023年8月3日起為新井惠理那產假期間的代理主持，2024年4月4日後新井回歸後，成為正式主持[131]。
- 東京大賞典2023（2023年12月29日，富士電視台）- 主持[132]
- 夜間早午餐（2024年4月3日－，TBS）[133]
- 已是午間了!（2024年10月2日－，日本電視台）- 季度週三常規來賓[134]
- 〜北信越拉麵大搜索〜 這到底是什麼麵!!（2024年10月23日，朝日電視台系北信越3局）- 主持[135]

### 廣播節目
- 電台啊！星期日（日语：らじらー!）（2017年1月29日－3月19日，NHK廣播第1頻率）- 主持（中元日芽香的代班）[注 4][136]
- 找尋畢業紀念冊裡好像有的一個人廣播（日语：卒業アルバムに1人はいそうな人を探すラジオ）（2020年11月3日－2021年3月23日，文化放送）- 週二輪值主持[137]
- 找尋畢業紀念冊裡好像有的一個人廣播 週日版（2021年4月4日－2023年3月26日，文化放送）- 主持[138]
- 文化放送ASMR特輯「炸豬排特輯 feat．秋元真夏（乃木坂46）」[注 5]（2021年6月14日，文化放送）[139]
- 秋元真夏 畢業紀念冊廣播（2023年3月28日－2025年3月25日，文化放送）- 主持[140][141]
- 秋元真夏的All Night Nippon X（2025年4月19日，日本放送）[142]

### 電影
- 劇場版BAD BOYS J -最後要保護的東西-（劇場版BAD BOYS J -最後に守るもの-；2013年11月9日上映，SHOWGATE（日语：ショウゲート））：飾演 上條真理子[143][144]
- 超能力研究部的3人（日语：超能力研究部の3人）（；2014年12月6日上映，BS-TBS）：飾演 山崎良子（主演）[33]

### 動畫電影
- 喜歡上你的那瞬間。～告白實行委員會～（好きになるその瞬間を。～告白実行委員会～；2016年12月17日上映，Aniplex）：聲演 女學生A[145][146]

### 舞台劇
- 舞台「海螺小姐」（2019年9月3日－17日，東京：明治座／9月28日－10月13日，福岡：博多座）： 飾演 磯野裙帶菜（磯野ワカメ）[注 6][147]
- 盜鑰匙的方法→重啟（2024年1月11日－21日，本多劇場）：飾演 水嶋香苗[148]

### 網絡劇
- SAMU的故事（日语：サムのこと 猿に会う）（2020年3月20日－28日，dTV（日语：dTV (NTTドコモ)））：飾演 編舞老師[149][注 7]
- サイコウさんは最高です!（2024年11月22日－，BUMP）：飾演 西光朱里（主演）[150]

### 網絡節目
- 乃木坂46 秋元真夏生誕記念 "真夏尊敬軍團"全員生出演〜真夏全力cheer（應援）〜 （2016年8月20日，Niconico生放送）[151]
- 乃木坂46 秋元真夏尊敬軍團全員生出演〜第二次Niconico生放送SP〜（2016年11月1日，Niconico生放送）[38]
- 乃木坂46秋元真夏首本寫真集《真夏的氣壓配置》Special（2017年3月2日，SHOWROOM）[152]
- 乃木坂46：既然有時間，就來隨意聊聊吧TV!（AbemaTV）
  - 第1彈（2017年3月21日）[153]
  - 第3彈（2017年10月14日）[153]
- 真夏糖的賢妻廚房（2019年3月23日－2023年2月18日，cookpad Live）[154]
- 芬達坂學園與大合唱計畫（日语：ファンタ坂学園と大合唱計画）（2019年7月16日－9月14日，AbemaTV）- 學生[155]
- 今晚，和真夏一起吃什麼？（2023年3月29日－，cookpad Live）[156]
- TVer學習！最強課程表 Season2（2023年11月3日－，TVer）- 學生[157]
- ゆるふわたいむ（2024年4月2日－，YouTube） - 第3代MC[158]
- 最後一站!最後的笑聲（2024年9月3日，Netflix）- 見證人[159]

### 活動
- 東北樂天金鷲 vs. 福岡軟銀鷹 開球儀式（2022年4月30日，樂天生命 Park宮城）[160]
- 歐力士猛牛 vs. 東北樂天金鷲 開球儀式（2023年8月3日，京瓷巨蛋大阪）[161][162]
- ヨコハマ未来創造会議（2023年12月－）- GREEN×CAPTAIN[163][164]
- 「Dry Crystal BAR」開幕儀式（2024年2月10日，長野縣龍王滑雪公園）- 一日店長[165]
- 東北樂天金鷲 vs. 千葉羅德海洋 開球儀式（2024年5月3日，樂天生命 Park宮城）[166]
- 明治安田J1聯賽第29節「町田澤維亞足球俱樂部 vs 浦和紅鑽」開球儀式（2024年8月31日，國立競技場）[167]

## 書籍

### 相關書籍
- 電影 超能力研究部的3人 官方設定集（2014年12月5日，講談社）[168]

### 寫真集
- 季刊 乃木坂 vol.3 涼秋（2014年9月4日，東京新聞通信社）[169]
- 真夏的氣壓配置（真夏の気圧配置；2017年2月28日，德間書店）[170][171]
- 想要幸福（しあわせにしたい；2020年4月8日，竹書房）[172][173]
- 回首盡是乃木坂（振り返れば、乃木坂；2023年2月21日，幻冬舍）[174][175]

### 寫真書
- 淡淡（あわあわ）（2025年8月20日，幻冬舍）ISBN 978-4-344-04474-6[176]

### 雜誌連載
- 月刊ENTAME（2015年5月30日－2017年3月30日，德間書店）- 真夏糖正在學習當新娘[177]

## 外部連結
- 秋元真夏官方網站（日語）
- 經紀公司個人介紹頁 （页面存档备份，存于）（日語）
- 秋元真夏的Instagram帳戶（2020年2月13日－）（日語）
- 秋元真夏官方的X（前Twitter）（2023年3月7日－）（日語）

乃木坂46時期
- 乃木坂46個人介紹頁（日語）
- 秋元真夏 官方部落格 - 乃木坂46官方網站（2012年10月8日－2023年3月31日）（日語）
- 秋元真夏 官方755 （页面存档备份，存于）（日語）
- 秋元真夏写真集《真夏的氣壓配置》【公式】的X（前Twitter）（日語）
- 乃木坂46秋元真夏2nd写真集《想要幸福》【公式】的X（前Twitter）（日語）
- 乃木坂46秋元真夏畢業記念寫真集【公式】的X（前Twitter）（日語）
- 秋元 真夏（乃木坂46）的SHOWROOM專頁（页面存档备份，存于）（日語）